# جاك ويلكينسون (لاعب كرة قدم بريطاني)
جاك ويلكينسون (بالإنجليزية: Jack Wilkinson)‏ (17 سبتمبر 1931 في المملكة المتحدة - 10 أبريل 1996 في المملكة المتحدة) هو لاعب كرة قدم بريطاني في مركز الهجوم. لعب مع بورت فايل وشيفيلد يونايتد ونادي أرسنال ونادي إكزتر سيتي ونادي ويتون ألبيون ونادي تلفورد يونايتد.